# Лебанон (Индијана)
Лебанон (енгл. Lebanon) град је у америчкој савезној држави Индијана.

## Демографија
По попису из 2010. године број становника је 15.792, што је 1.57 (11,0%) становника више него 2000. године.
| Група             | 2000.          | 2010.          |
| Белци             | 13.763 (96,8%) | 14.901 (94,4%) |
| Афроамериканци    | 47 (0,3%)      | 85 (0,5%)      |
| Азијати           | 53 (0,4%)      | 100 (0,6%)     |
| Хиспаноамериканци | 229 (1,6%)     | 489 (3,1%)     |
| Укупно            | 14.222         | 15.792         |